# Chorthippus shumakovi
Chorthippus shumakovi är en insektsart som beskrevs av Bei-bienko 1963. Chorthippus shumakovi ingår i släktet Chorthippus och familjen gräshoppor. Inga underarter finns listade i Catalogue of Life.